# 1657
1657 (MDCLVII) byl rok, který dle gregoriánského kalendáře započal pondělím.

## Události

### Probíhající události
- 1635–1659 – Francouzsko-španělská válka
- 1652–1689 – Rusko-čchingská válka

## Narození

#### Česko
- 11. září – Ján Sinapius-Horčička mladší, slezský spisovatel a heraldik († 5. října 1725)

#### Svět
- 17. ledna – Pieter van Bloemen, nizozemský a vlámský malíř († 6. března 1720)
- 11. února – Bernard le Bovier de Fontenelle, francouzský filosof a spisovatel († 9. ledna 1757)
- 01. března – Mikuláš Pálffy z Erdödu, uherský šlechtic († 20. února 1732)
- 25. září – Imrich Tököly, sedmihradský kníže, král Horních Uher († 13. září 1705)
- 27. září – Žofie Alexejevna, ruská carevna († 14. července 1704)
- 04. října – Francesco Solimena, italský malíř († 3. dubna 1747)
- 11. července – Fridrich I. Pruský, braniborský kurfiřt a první pruský král († 25. února 1713)
- 11. listopadu – Guido ze Starhembergu, rakouský císařský vojevůdce († 7. března 1737)
- 05. prosince
  - Filip Prosper Španělský, španělský infant († 1. listopadu 1661)
  - Arnošt z Metternichu, německý šlechtic († 27. prosince 1727)
- 15. prosince – Michel Richard Delalande, francouzský barokní skladatel († 18. června 1726)
- neznámé datum
  - Elizabeth Hamiltonová, hraběnka z Orkney, anglická šlechtična a dvorní dáma královny Marie II. († 19. dubna 1733)
  - Gaetano Greco, italský varhaník, kapelník, hudební skladatel a pedagog († 1728)

## Úmrtí

#### Česko
- 24. února – Rudolf z Colloreda, šlechtic a první člen rodu usídlený v Čechách (* 2. listopadu 1585)
- 25. května – Jiří Bílek z Bilenberku, významný duchovní, vlastenec (* 1588)
- 02. července – Adam Pavel Slavata, český šlechtic (* 13. června 1604)
- 07. srpna – Ferdinand Rudolf Lažanský z Bukové, šlechtic (* 1590)
- neznámé datum
  - Pavel Stránský ze Stránky u Zap, český exulantský spisovatel (* 1583)
  - Šalamoun Škultét, rytec pečetí, mincí a medailí (* kolem 1610)

#### Svět
- 22. ledna – Niels Aagaard, dánský spisovatel a učenec (* 1612)
- 02. února – Nicole Lotrinská, vévodkyně lotrinská (* 3. října 1608)
- 08. února – Laura Mancini, italská šlechtična a neteř kardinála Mazarina (* 6. května 1636)
- 02. dubna – Ferdinand III. římský císař a český král (* 13. července 1608)
- 09. května – William Bradford, anglický puritán a guvernér provincie Plymouth (* 1590)
- 10. května – Gustav Horn, švédský šlechtic (* 22. října 1592)
- 16. května – Ondřej Bobola, polský jezuitský kněz, misionář a mučedník (* 1591)
- 03. června – William Harvey, anglický lékař, anatom a fyziolog, objevitel krevního oběhu (* 1. dubna 1578)
- 08. června – Françoise de Lansac, vychovatelka francouzského krále Ludvíka XIV. (* 1582)
- 17. července – Eleonora Marie Anhaltsko-Bernburská, německá šlechtična (* 7. srpna 1600)
- 06. srpna – Bohdan Chmelnický, kozácký hejtman, zakladatel prvního státu kozáků (* 1595)
- 17. srpna – Robert Blake, anglický admirál (* 27. září 1599)
- 19. srpna – Frans Snyders, vlámský barokní malíř (* 1579)
- 13. září – Jacob van Campen, nizozemský barokní umělec (* 2. února 1596)
- 06. října – Kâtip Çelebi, osmanský polyhistor (* 1609)
- 08. října – Dilras Banu Begum, první a hlavní manželka mughalského císaře Aurangzeba (* asi 1622)
- 10. listopadu – Anders Bille, dánský důstojník (* 19. března 1600)
- neznámé datum
  - červenec – Baccio del Bianco, italský barokní architekt, štukatér, scénograf a malíř (* 31. října 1604)
  - Jan Kryštof III. z Puchheimu, rakouský šlechtic a císařský polní maršál (* 1605)

## Hlavy států
- České království – Ferdinand III. – Leopold I.
- Svatá říše římská – Ferdinand III. – Leopold I.
- Papež – Alexandr VII.
- Anglické království – Oliver Cromwell
- Francouzské království – Ludvík XIV.
- Polské království – Jan II. Kazimír
- Uherské království – Ferdinand III. – Leopold I.
- Skotské království – Oliver Cromwell
- Chorvatské království – Ferdinand III. – Leopold I.
- Rakouské arcivévodství – Ferdinand III. – Leopold I.
- Osmanská říše – Mehmed IV.
- Perská říše – Abbás II.